# Microterys temporarius
Microterys temporarius är en stekelart som beskrevs av Sugonjaev 1976. Microterys temporarius ingår i släktet Microterys och familjen sköldlussteklar. Inga underarter finns listade i Catalogue of Life.